# Sylvain Leroy
Pour les articles homonymes, voir Leroy.
Sylvain Leroy, plus connu sous le nom de Pierre-Sylvain Régis et parfois appelé Régis, né à La Sauvetat de Blanquefort (actuel département de Lot-et-Garonne) en 1632 et mort à Paris le 11 janvier 1707, est un philosophe français, membre de l'Académie royale des sciences.

## Biographie
Son père vivait noblement et était assez riche, mais ayant beaucoup d'enfants et étant un cadet, il a eu peu de biens. 
Il a commencé à étudier avec éclat ses Humanités et sa philosophie chez les jésuites, à Cahors. Il a ensuite étudié à l'université de cette ville car il était destiné à devenir ecclésiastique. S'étant montré fort habile après quatre ans d'études, le Corps professoral lui a demandé de prendre le bonnet de docteur en lui proposant de payer tous les frais. Ne se jugeant pas assez savant, il a décidé de poursuivre ses études à la Sorbonne, mais il a été dégoûté des études de théologie quand il a dû prendre en dictée le cours très long d'un célèbre docteur sur l'heure de l'institution de l'Eucharistie. Il a alors été attiré par la philosophie cartésienne expliquée dans les conférences de Jacques Rohault. Il a alors embrassé avec ardeur la philosophie de Descartes. Rohault a donné tous les soins à ce disciple zélé de sa doctrine et propre à la diffuser.
Il enseigna avec un grand succès la nouvelle doctrine au cours de conférences publiques à Toulouse, en 1665, où il a obtenu rapidement un grand succès. Les capitouls de Toulouse touchés par les instructions de Régis lui ont fait une pension sur leur Hôtel de ville. 
Le marquis de Vardes, alors exilé en Languedoc, étant venu à Toulouse, y a rencontré Régis et a obtenu de la ville de l'amener avec lui à son gouvernement d'Aigues-Mortes. Régis l'a formé à la philosophie cartésienne et le marquis de Vardes à l'art du courtisan. 
Monsieur de Vardes est allé à Montpellier en 1671 et Régis l'y a accompagné et y a donné des conférences avec le même succès qu'à Toulouse. Puis Régis revint à Paris en 1680 où il a exposé méthodiquement la doctrine de Descartes chez M. Lémery où il a attiré un public nombreux.  Le succès de ces conférences leur fut funeste. Au bout de six mois,l'archevêque de Harlay lui a interdit cet enseignement sous la forme de conseil ou de prière accompagne de beaucoup de louanges. La philosophie cartésienne a trouvé un refuge à l'académie Bourdelot qui était protégée par le prince de Condé.
Régis, devenu plus libre, s'est alors occupé à publier ses œuvres et à combattre par ses écrits les adversaires de Descartes en rédigeant un système général de philosophie qui lui prit 10 ans à composer. Le Système de philosophie contenant la logique, la métaphysique, la physique, & la morale a été publié en trois volumes en 1690. En 1691, il a répondu au livre intitulé Censura Philosophiæ Cartesiana. Pierre Bayle, ayant lu cette réponse, a jugé qu'elle devrait servir de modèle pour la même cause. Il a fait une seconde réponse après une attaque par un professeur de philosophie. Dans le même temps, il a continué à augmenter son système général. Ce travail a été la cause de l'apparition d'infirmités qui n'ont fait qu'augmenter par la suite. Dans sa réponse il avait attaqué une explication de Malebranche sur le fait que la Lune paraissait plus grande à l'horizon qu'au méridien, ce qui entraîna une dispute. Pour finir ces disputes, le Père Malebranche a fait attester par le marquis de L'Hôpital, l'abbé de Catelan, Joseph Sauveur et Pierre Varignon que les preuves qu'il apportait de ses sentiments étaient démonstratives, & clairement déduites des véritables principes de l'optique. Régis a alors répondu en attaquant chacun d'eux dans le Journal des savants, en 1694. Dans la métaphysique, Régis s'en était pris à celle de Malebranche sur la nature des Idées.
Ayant conservé une inclination pour la théologie, il a fait publier en 1704 L'Usage de la Raison & de la Foi, ou l'accord de la Foi & de la Raison qu'il a dédié à l'abbé Bignon. Dans ce livre, Régis fait un partage net entre la Raison et la Foi, et assigne à chacune des objets et des emplois si séparés qu'elles ne peuvent s'opposer. Il semble croire que tous les système philosophiques ne sont que des modes et qu'il ne faut donc pas que des vérités éternelles s'allient avec des opinions passagères. Ce sont les conciles qui décident du dogme divin sans y mêler des explications humaines. Régis a fait entrer dans ce livre une théorie des facultés de l'Homme, de l'entendement et de la volonté qui n'y étaient probablement pas nécessaires. Il lui a donné comme conclusion un Traité de l'amour de Dieu. Il a joint au livre une réfutation du système de Spinoza.
Régis fut nommé premier associé géomètre à l'Académie des sciences en 1699, à son renouvellement, mais déjà très malade, il n'y a eu aucune fonction académique.
Il est mort le 11 janvier 1707 dans l'hôtel du duc de Rohan qui lui avait donné un appartement et payé une pension conformément aux volontés de son beau-père, le marquis de Vardes.

## Publications
- Système de philosophie, contenant la logique, la métaphysique, la physique et la morale, imprimerie de Denys Thierrey, Paris, 1690 tome 1, tome 2, (tome 3)
- Réponse au livre qui a pour titre "P. Danielis Huetii,... Censura philosophiae cartesianae" , servant d'éclaircissement à toutes les parties de la philosophie, surtout à la métaphysique, chez Jean Cusson, Paris, 1691 (lire en ligne)
- Réponse aux Réflexions critiques de M. Du Hamel sur le système cartésien de la philosophie de M. Regis, Paris, Jean Cusson, 1692, (lire en ligne)
- L'usage de la raison et de la foy, ou L'accord de la foy et de la raison , par Pierre-Sylvain Régis. - Réfutation de l'opinion de Spinoza touchant l'existence et la nature de Dieu, chez Jean Cusson, Paris, 1704 (lire en ligne)

## Source
Marie-Nicolas Bouillet  et Alexis Chassang (dir.), « Régis » dans Dictionnaire universel d’histoire et de géographie, 1878 (lire sur Wikisource)